# Картеч
Картеч је артиљеријско зрно напуњено куглицама олова или гвожђа, које се раније користило за дејства по људству непријатеља. 
Ефикасан је на даљинама до 300-400 m. Куглице директно излазе из цијеви по паљењу барутног пуњења у виду лијевка (левка), слично сачми из ловачке пушке. Угао ширења куглица је обично од 6-9 степени.
Од средине 19. вијека се све мање користи, јер га је потиснуо шрапнел и стрељачко оружје. Данас се више не користи.